# 25 март
25 март е 84-тият ден в годината според григорианския календар (85-и през високосна година). Остават 281 дни до края на годината.

## Събития
- 421 г. – Според легендата град Венеция е основан заедно с църквата Сан Джакомо ди Риалто.
- 708 г. – Константин е избран за папа.
- 717 г. – Лъв III е коронясан за византийски император.
- 1306 г. – Робърт Брус става крал на Шотландия.
- 1519 г. – Ернан Кортес влиза в провинция Табаско и побеждава табаските индианци.
- 1634 г. – Първите заселници, водени от Джордж Калвърт (лорд Балтимор), пристигат в Мериленд.
- 1655 г. – Холандският астроном Кристиян Хюйгенс открива Титан – най-големия естествен спътник на Сатурн.
- 1680 г. – Пожар изпепелява Търново. От целия град остава само една къща.
- 1713 г. – Официално е осветен мъжкият православен манастир Александро-Невска лавра в Санкт Петербург.
- 1802 г. – Договорът от Амиен е подписан като „Окончателен мирен договор“ между Франция и Обединеното Кралство.
- 1807 г. – В Британската империя се забранява търговията с роби; капитаните, превозващи роби, били глобявани със £120 за всеки роб.
- 1811 г. – Пърси Биш Шели е изключен от Оксфордския университет заради публикуването на брошурата „Необходимостта от атеизма“.
- 1813 г. – Мишел Ней е произведен в Принц де ла Москова.
- 1821 г. – В Пелопонес започва гръцкото въстание за освобождаване от Османската империя.
- 1909 г. – В Русия Мадам Попова е арестувана за над 300 убийства.
- 1911 г. – Андрей Юшчински е убит в Киев, което довежда до аферата Бейлис.
- 1914 г. – В Солун е основан гръцкият мултиспортен клуб Арис Солун.
- 1920 г. – Начало на Полско-съветската война.
- 1941 г. – Кралство Югославия подписва във Виена договор за присъединяване към Тристранния пакт.
- 1949 г. – Съветският съюз депортира 92 000 жители на Прибалтийските републики в Сибир, за да се проведе колективизацията в тези страни.
- 1957 г. – С подписването на Римския договор от Западна Германия, Франция, Италия, Белгия, Нидерландия и Люксембург е създадена Европейската икономическа общност.
- 1958 г. – Проведен е първият полет на канадския изтребител-прехващач Avro Canada CF-105 Arrow.
- 1971 г. – Открит е нефтохимическият комбинат край Плевен.
- 1992 г. – Космонавтът Сергей Крикальов се завръща на Земята след близо 10-месечен престой на борда на орбитална станция Мир.
- 1994 г. – Последниите американски войски напускат Сомалия.
- 1998 г. – Официално открит е стадион „Хелредом“ в Арнем, Нидерландия. На него домакинските си мачове играе отборът Витес.
- 2010 г. – Полицията във Веиецуела задържа за кратко директора на Globovision Гийермо Сулоага. Президентът Уго Чавес обвинява новинарския канал в „медиен тероризъм“.

## Родени
- 1252 г. – Конрадин, крал на Йерусалим и Сицилия († 1268 г.)
- 1297 г. – Андроник III Палеолог, византийски император († 1341 г.)
- 1479 г. – Василий III, велик княз на Московското княжество († 1533 г.)
- 1541 г. – Франческо I Медичи, велик херцог на Тоскана († 1587 г.)
- 1767 г. – Жоашен Мюра, френски военен деец († 1815 г.)
- 1774 г. – Франсоа Мари Доден, френски зоолог († 1804 г.)
- 1844 г. – Адолф Енглер, германски ботаник († 1930 г.)
- 1856 г. – Марин Маринов, български военен деец († 1885 г.)
- 1856 г. – Макс Уле, германски археолог († 1944 г.)
- 1859 г. – Анастас Бендерев, български офицер, генерал от руската армия († 1946 г.)
- 1874 г. – Михаил Хаджинеделчев, български учител († 1947 г.)
- 1881 г. – Бела Барток, унгарски композитор и пианист († 1945 г.)
- 1882 г. – Арсени Йовков, български революционер († 1924 г.)
- 1885 г. – Стефан Македонски, български оперен певец († 1961 г.)
- 1889 г. – Константин Щъркелов, български художник († 1961 г.)
- 1890 г. – Йоланде Якоби, немски психолог († 1973 г.)
- 1890 г. – Чудомир, български писател-хуморист († 1967 г.)
- 1900 г. – Веселин Бешевлиев, български историк и филолог († 1992 г.)
- 1908 г. – Дейвид Лийн, английски режисьор († 1991 г.)
- 1911 г. – Ангеларий, глава на Македонска православна църква († 1987 г.)
- 1914 г. – Норман Борлауг, американски агроном, лауреат на Нобелова награда за мир († 2009 г. г.)
- 1921 г. – Начо Папазов, български политик († 1996 г.)
- 1921 г. – Симон Синьоре, френска актриса († 1985 г.)
- 1934 г. – Христо Фотев, български поет († 2002 г.)
- 1934 г. – Глория Стейнем, американска журналистка
- 1940 г. – Мина Мацини, италианска певица
- 1941 г. – Ерхард Бузек, австрийски политик († 2022 г.)
- 1942 г. – Арета Франклин, американска певица († 2018 г.)
- 1946 г. – Панко Анчев, български литературовед и литературен критик
- 1947 г. – Елтън Джон, британски певец и композитор
- 1952 г. – Дидие Пирони, френски пилот от Формула 1 († 1987 г.)
- 1965 г. – Сара Джесика Паркър, американска актриса
- 1965 г. – Стефка Костадинова, българска лекоатлетка
- 1967 г. – Висенте Амиго, испански фламенко китарист
- 1969 г. – Николай Недков, български футболист
- 1972 г. – Роберто Акуня, аржентински футболист
- 1975 г. – Пламен Крумов, български футболист
- 1976 г. – Владимир Кличко, украински боксьор
- 1978 г. – Тиана Кай, американска порноактриса
- 1989 г. – Скот Синклеър, английски футболист
- 1999 г. – Майки Мадисън, американска актриса
- 2000 г. – Джейдън Санчо, английски футболист

## Починали
- 752 г. – Стефан II, римски папа (починал преди да встъпи в длъжност)
- 1189 г. – Фредерик, херцог на Бохемия (* 1141 г.)
- 1625 г. – Джанбатиста Марино, италиански поет (* 1569 г.)
- 1774 г. – Каролина фон Насау-Саарбрюкен, немска аристократка (* 1704 г.)
- 1801 г. – Новалис, немски поет (* 1772 г.)
- 1867 г. – Фридлиб Рунге, немски химик и професор (* 1794 г.)
- 1876 г. – Никола Странджата, български революционер
- 1902 г. – Методи Патчев, български революционер (* 1875 г.)
- 1905 г. – Морис Баримор, американски актьор (* 1849 г.)
- 1914 г. – Фредерик Мистрал, френски поет, Нобелов лауреат (* 1830 г.)
- 1918 г. – Клод Дебюси, френски композитор (* 1862 г.)
- 1925 г. – Коста Шулев, деец на БКП и БКМС (* 1898 г.)
- 1930 г. – Георги Марчин, български военен деец (* 1859 г.)
- 1951 г. – Михаил Йовов, български военен и държавен деец, дипломат (* 1886 г.)
- 1966 г. – Венелин Ганев, български юрист и политик (* 1880 г.)
- 1976 г. – Петър Хаджипанзов, български революционер (* 1901 г.)
- 1980 г. – Ролан Барт, френски литературен критик и писател (* 1915 г.)
- 2012 г. – Антонио Табуки, италиански писател (* 1943 г.)
- 2021 г. – Бертран Таверние, френски режисьор, сценарист, актьор и продуцент (* 1941 г.)
- 2022 г. – Манол Велев, български бизнесмен (* 1959 г.)

## Празници
- Източноправославна църква и Римокатолическа църква – Свети Дисмас или Димас
- Християнство – Благовещение (Имен ден на Благовест, Благовеста, Благой, Блага, Вангел, Вангелия)
- ООН – Международен ден на възпоминание на жертвите на робството и търговията с роби (от 2008 г.)
- Международен ден на спортното кино (от 2002 г. по решение на Международния олимпийски комитет и Международната федерация по спортно кино и телевизия)
- Празник на Асоциацията на медийните експерти в администрацията (от 2006 г. с решение на пресаташетата от различни институции в цялата страна)
- Ден на пощенската картичка
- България – Празник на ДЗИ (от 1994 г.)
- България – Ден на майката и жената
- Беларус – Ден на свободата (от 1918 г.)
- Гърция – Декларация за независимост (от Османска империя, 1821 г., национален празник)
- Русия – Ден на културата
- Сан Марино – Празник на бунтовниците
- САЩ – Ден на Мериленд
- Словения – Ден на майката
- Украйна – Ден на службата за сигурност